# Art Parkinson
Art Parkinson (* 19. Oktober 2001 in Moville) ist ein irischer Filmschauspieler.

## Leben
Art Parkinsons Mutter Movania Parkinson ist Schauspielerin und Schauspiellehrerin, die Art wie auch seine beiden älteren Brüder Padhraig und Pearce schon früh mit dem Beruf in Kontakt brachte. Die Familie lebt heute in Derry, wo sie auch einen Coffeeshop betreiben.
Seine erste Filmrolle bekam Parkinson im Alter von sieben Jahren, als Darsteller im Horrorfilm Freakdog. 2011 schließlich wurde er für die Rolle des Rickon Stark in der international erfolgreichen Fernsehserie Game of Thrones verpflichtet. Bis 2016 stand er für 14 Episoden vor der Kamera.
2014 war Parkinson einer der Hauptdarsteller in Dracula Untold und 2015 im Katastrophenfilm San Andreas.

## Filmografie (Auswahl)
- 2011–2016: Game of Thrones (Fernsehserie, 14 Episoden)
- 2014: Dracula Untold
- 2014: Love, Rosie – Für immer vielleicht (Love Rosie)
- 2015: San Andreas
- 2016: Kubo – Der tapfere Samurai (Kubo and the Two Strings, Sprecher)
- 2017: I Kill Giants
- 2017: Zoo
- seit 2019: The Bay (Fernsehserie)